# Andrew Fire

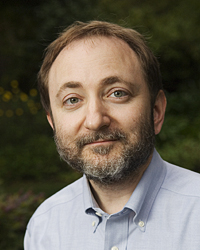
Andrew Fire

Andrew Z. Fire (sinh tháng 4 năm 1959) là người đoạt giải Nobel về Sinh lý học hay Y khoa người Mỹ, cùng với Craig C. Mello, cho sự khám phá ra sự can thiệp của RNA. Nghiên cứu này được tiến hành tại Viện Carnegie tại Washington và xuất bản năm 1998. Fire hiện là giáo sư về dịch tễ và di truyền học tại Trường Y khoa của Đại học Stanford, mà ông tham gia từ 2003.

## Giải Nobel
Năm 2006, Mello và Fire nhận giải Nobel cho những công trình bắt đầu vào năm 1998, khi Mello và Fire cùng với các đồng sự của họ (SiQun Xu, Mary Montgomery, Stephen Kostas, Sam Driver) xuất bản một bài báo  trong tạp chí Nature (Tự nhiên) làm thế nào những mẩu nhỏ của RNA đánh lừa tế bào tiêu diệt những thể truyền tin của gene RNA (mRNA) trước khi nó có thể sản xuất ra một protein - làm ngưng hoạt động những gen riêng biệt một cách hiệu quả.
Trích dẫn về giải Nobel, đưa ra bởi Viện Karolinska của Thụy Điển, nói rằng: "Những người đoạt giải Nobel năm nay đã khám phá ra một cơ chế cơ sở cho việc điều khiển luồng thông tin di truyền."
Các nghiên cứu của Mello và Fire, tiến hành tại Viện Carnegie, đã cho thấy rằng thực ra RNA đóng một vai trò quan trọng trong việc điều khiển gene. Sự kiện công trình được công nhận bởi hội đồng giải Nobel chỉ tám năm sau khi nó được công bố đã chứng tỏ tầm quan trọng của nó là như thế nào.
Trước đây người ta nghĩ rằng RNA đóng vai trò rất nhỏ trong việc điều khiển gene - thật ra một số người cho rằng nó không hơn gì là một sản phẩm phụ.
Ngoài Giải Nobel Sinh lý và Y khoa năm 2006, ông còn đoạt Giải Sinh học phân tử của Viện hàn lâm Khoa học quốc gia Hoa Kỳ năm 2003, Giải Wiley năm 2003 và Giải Passano năm 2003.